# Šavci
Šavci (Servisch cyrillisch Шавци) is een plaats in de Servische gemeente Novi Pazar. De plaats telt 247 inwoners (2002).